# 春日井市の地名
- 愛知県 > 春日井市 > 地名

春日井市の地名（かすがいしのちめい）では、愛知県春日井市内に存在する町名・字名を一覧にして記す。

## 春日井市の由来
尾張藩初代藩主徳川義直により「春日井村」と命名されたのが始まりとされる。その昔この辺り一帯は荒野で春日井原と呼ばれていた。
第24代仁賢天皇の皇后に春日大娘皇女という人がいて、その御名代部という領地が尾張東部にもあった。その領地を管理していた人たちを「春日氏」や「春日部」と呼んでおり、それが地名となり春日井となった。
第二次世界大戦の最中に鳥居松村、鷹来村、篠木村、勝川町が合併し、東春日井郡の中央に位置していることから「春日井市」となった。また、延喜式には「春日部」と書かれているが和名抄には「賀須我部」と書いてあり、起源ではないかと言われている。

## 地名の変遷
括弧内の地名は旧町名や自治体、数字は成立年である。

### 市制当時の地名
同市は1943年（昭和18年）6月1日に東春日井郡勝川町・鷹来村・篠木村・鳥居松村が合併・市制施行することによって成立した。ここではその当時の地名を旧自治体ごとに記す。
旧勝川町
- 勝川 - 浅瀬であるため渡るときは裾を上げて徒（かち）で渡っていたことから「徒歩橋」と書いて「かち川」と呼ばれていた。1584年4月小牧・長久手の戦いで羽柴秀吉軍の武将池田恒興らが徳川家康の本拠地の岡崎を攻めようとしてた。それを知った家康が織田信雄と小牧山の陣地を出て「かち川」を歩いていた際に霧が深かったため、戦の行方を案じていると思い表情を曇らせた。道案内役として家康とともに歩いていた丹羽勘助が家康を励まし、家康が機嫌を戻すとこの辺りは何という村か尋ねてきたため「かち川」だと答えると、縁起が良いためこれからは勝つ川と書いて「勝川」と呼ぶようにとしたことが由来[4][5]。
- 味美（旧味美村） - 明治22年までは味鋺原新田と呼ばれていた。隣接する味鋺村（現・名古屋市北区）にある味鋺神社で祀られている宇麻志麻治命（うましまじのみこと）と味饒田命（あじにぎたのみこと）の宇麻志麻治命から転じて味鋺となった。味鋺原新田を開墾し美田となったため、味美と命名された[6][7]。
- 春日井（旧春日井村） - 由来は春日井市の由来と同じ。
- 稲口新田（旧春日井村）
- 如意申新田（旧春日井村） - もとは如意村（現・名古屋市北区）の人々が開拓をしており、享保元年の申年に行われたため如意申と呼ばれるようになった。[8][2]
- 柏井（旧柏井村、勝川町成立時に柏井村時代の4大字を統合） - 上条、下条、中切、松河戸当たりに荘園がありは紙に祀る青葉の木、井は清水のことを表すため清らかな水が出たことを表していると思われるが定かではない[9][10]。

旧鷹来村
- 大手池新田（旧田楽村） - 田楽の古城の大手門が昔あったといわれているため[11]。
- 田楽（旧田楽村） - 「たらが」と読む。小牧市の桃ケ丘3丁目辺りで発掘された瓦から「多楽里張戸連」と読めるものが見つかり、転じて田楽となった[2][12]。
- 牛山（旧片山村） - 春日部郡は六郷に分けられており、その中に山村郷というところ（現在の小牧市の辺り）には外山と内山があり、その内山が転じて牛山となった[13][14]。
- 大手（旧片山村） - 大手池新田と同様。
- 大手酉新田（旧片山村） - 大手池新田と同様。
- 田楽新田（旧片山村） - 田楽と同様。

旧篠木村
- 下原（旧下原村） - 上原に対しての呼び名。本田、南下原とも呼ばれていた。
- 南下原（旧下原村） - 下原の南側にあるためそのような地名になった。
- 八幡（旧八幡村、市制町村制以前は下原新田） - もともと東嶋、西嶋、六軒屋嶋、鳥居松嶋の4つからなっており、村が大きくなり名前を変える際東野にある八幡神社の名前にあやかり「八幡」とし、読み方は「やわた」となった[15]。
- 大泉寺新田（旧小木田村） - 大泉寺という寺が大昔に存在していたが、焼失などして形がなくなったと考えられる。また、退休寺ができたことで檀家が変わり再建されなかったため、町名にすることで後世に残そうとしたという[16]。
- 下市場（旧小木田村） - 東木戸、西木戸というところが存在し、馬の市場が開かれており、他にも人が多く集まっているため様々なものが流通した[17]。
- 関田（旧小木田村） - 田んぼをせき止めて水を確保しなければならないほど深刻な水不足に悩まされていたため、この名が付いた[18]。
- 堀ノ内（旧雛五村） - 大昔に豪族が住んでおり大きな堀の周りにだんだんと人が住み始めてこの土地の名前になった[19]。
- 熊野（旧雛五村） - 1878年（明治11年）に牛毛村、野田村、名栗村が合併した際熊野神社の名にあやかり、その名前になった[20]。
- 桜佐（旧雛五村） - 「さくらさわ」の「わ」を省略し桜佐となった[21]。
- 神領（旧雛五村） - もとは「しんりょう」と読む。かつてここは農民がおらず、神官の職に就いていた人々だけが暮らしていたため神の領という意味でそう呼ばれるようになった[22]。

鳥居松村
- 和爾良（旧和爾良村） - 古代大和から「和爾」という人物がこの地域を開拓していったために呼ばれたが、なぜ「良」という字が加わったのかは謎である[23][24]。
- 松河戸（旧小野村） - 庄内川の松の生えた堤防付近をこのように呼んでいた[25]。
- 上中切（旧小野村）
- 下条（旧小野村） - 条里制が設けられてから田んぼを区切り、16条より下を下条と呼ぶようになった[26]。
- 下津尾（旧小野村） - 竜泉寺への舟渡をする場所であったと考えられる土地で、「津」は船着き場を表し「尾」は猿尾と言う洪水が起きた時に濁流が堤防に当たるのを防ぐものを表していると考えられている[27]。

以上の大字は、1959年までにすべて廃止されている。

### 昭和20年代の地名の再編
1948年から1954年にかけて市内の大字がいくつかの町に再編された。旧大字ごとに以下に列挙する。なお、特記のない町名は1948年に成立したものである。
勝川
勝川町、旭町、八光町、若草通、長塚町、惣中町、勝川新町、追進町、天神町、大和通、角崎町
味美
味美上ノ町、味美西新町、味美白山町、味美知多町、味美美濃町、味美花長町、味美中新町
※うち味美花長町、味美中新町は1969年にそれぞれ花長町、中新町と改称されている。
春日井
春日井町、春日井上ノ町、宗法町、下屋敷町、黒鉾町、四ツ家町、新開町、高山町、西高山町、宮町、中町、西屋町、前並町、大手町
稲口新田
稲口町
如意申新田
如意申町
柏井
旭町、八光町、若草通、瑞穂通、柏原町、妙慶町、神明町、天神町、大和通、八幡町、柏井町、鳥居松町
※うち柏原町は1988年以降に廃止されている。
大手池新田
岩野町
田楽
田楽町、上田楽町、町屋町、岩野町、鷹来町、桃山町
牛山
牛山町
大手
大手町
大手酉新田
大手田酉町
田楽新田
大手田酉町
下原
下原町、東山町、西山町
南下原
南下原町
八幡
六軒屋町、東野町、鳥居松町、ことぶき町（1954年）、梅ヶ坪町（1954年）、瑞穂通、西島町、春見町（1954年）、篠木町
※うち西島町は時期が不明だが事実上廃止されている。現在の東野町西付近に存在した町名で、現在は八田川の河川域を含む一辺50メートルほどの三角形のみである。
大泉寺新田
大泉寺町
下市場
下市場町、金ヶ口町、十三塚町、篠木町、浅山町
関田
関田町、梅ヶ坪町、浅山町、貴船町、菅大臣町、穴橋町、林島町、小木田町、篠木町、割塚町、乙輪町、八事町、鳥居松町
堀ノ内
穴橋町、篠木町、堀ノ内町
熊野
熊野町、穴橋町
桜佐
桜佐町
神領
神領町
和爾良（1953年廃止）
上条町、王子町（1953年）、篠田町、杁ヶ島町、弥生町、月見町、鳥居松町、春見町、瑞穂通、下八田町、上八田町、朝宮町、西八田町、桜佐町
※うち下八田町・上八田町・西八田町は1996年に廃止されている。
松河戸
松新町、松河戸町
上中切
中切町
下条
下条町、王子町（1953年）
下津尾
下津町

### 高蔵寺町・坂下町の編入
1958年、市内に高蔵寺・坂下の2町が編入された。編入当初の大字を記す。
高蔵寺町

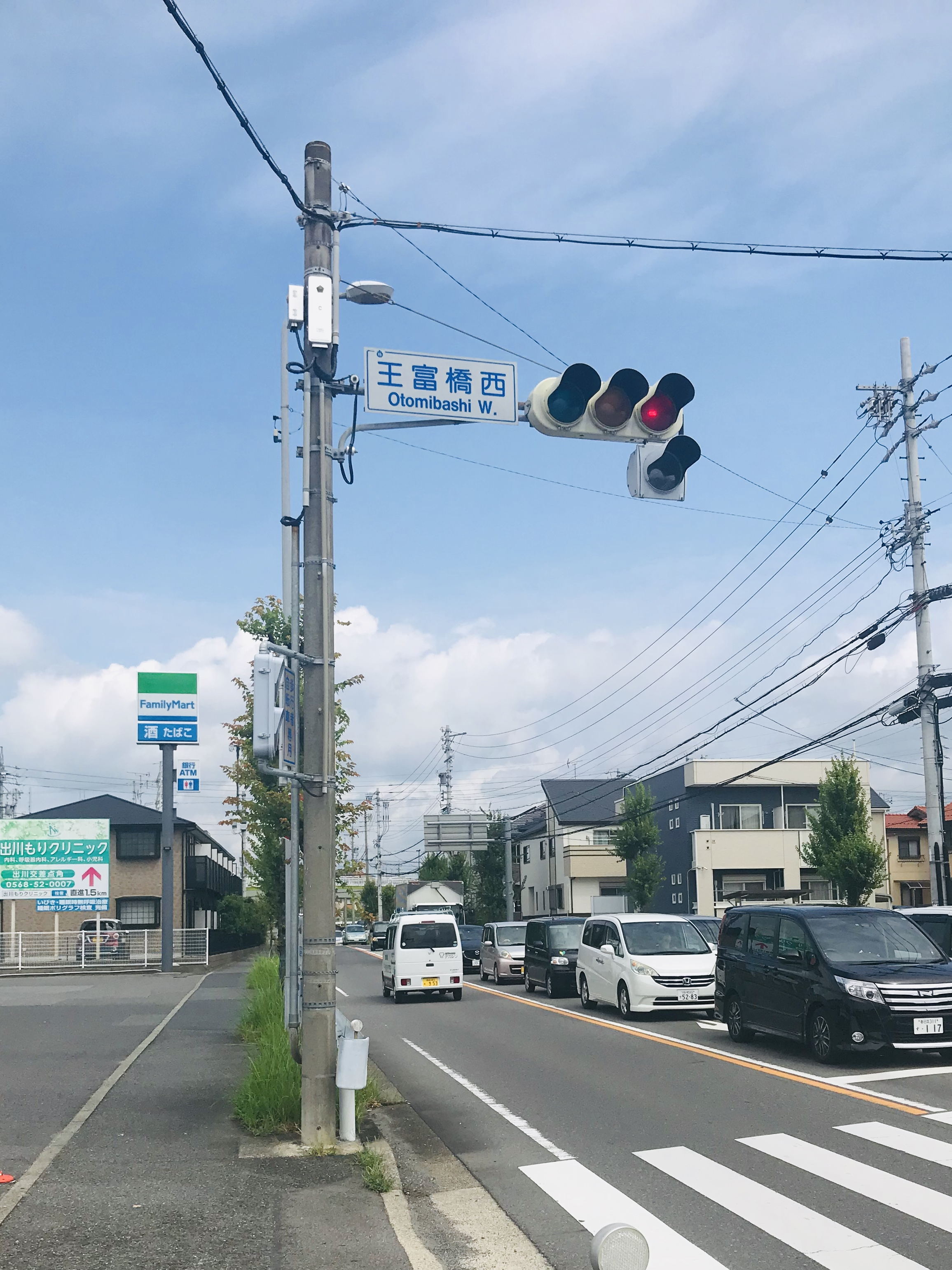
大留町にある交差点の標識

- 大留（旧雛五村） - かつて小豊命が大目（おおのめ）と転じ、その後宗良親王がこの地に留まったことから「王留」と変化し、やがて「大富」や「王富」と変化したのち「大留」という風に変化して現在に至る。現在も王富橋西という交差点が存在す。[30][31]。
- 出川（旧不二村） - 昔は湧き水が出て不二小学校のプールはその湧水が使われていた。内津川が氾濫すると下市場、大留、関田の村々は大きな被害を受けていた。「でがわ」ではなく「てがわ」と読み、古い書籍にも「手川」と記されていた[32][33]。
- 松本（旧不二村） - 「本」という文字は「原」という意味を持っており、内津川が氾濫するとよく被害に遭っていた[34]。
- 庄名（旧不二村） - 土壌があまりよくなく、人は多く住んでいたが貧しい村であった。地名の由来ははっきりとしていない[35]。
- 神明（旧不二村） - 地名の由来ははっきりしない。
- 白山（旧不二村） - 白山神社からあやかって名付けられた。「しらやま」と読む[36][37]。
- 気噴（旧玉川村） - 明治11年に久木（ひさき）という村と足振（あしぶり）という村が合併し気噴村となった。「いぶき」が転じて「きぶき」となり、正道学校の校長である堀田安之が名付けた[38]。
- 高蔵寺（旧玉川村） - もともと「高倉」という字を使っていたが現在のように変化した。高座山との関係性もあるといわれている[39][40][41]。
- 玉野（旧玉川村） - 庄内川はこの地域では玉の川と呼ばれており、とてもきれいな川で川底の石が玉のように見えるためそこからこの地名が付いた[42][43][44]。
- 外之原（旧玉川村） - 内津村に対しての外之原という考え方や、内津から玉野へ細い道を通って原に出るためそのような地名が付いたと言われている[45][46][47]。

坂下町
- 坂下（旧神坂村） - 徳川義直公が名付けた地名。義直公は鷹狩の際に村人に世話になったため一色、和泉の庄屋が税金を免除の希望を受け入れた。後日届いた伝え書状に「坂下新町」と書かれていたことからその名がついた[48][49][50]。
- 上野（旧神坂村） - 坂下よりも高い台地に住んでいたことからこの地名が付いた[51][52]。
- 廻間（旧神坂村） - 「はざま」と読むが「はさま」と言う人が増えてきている。村が山に囲まれ両側に挟まれているため「迫間」と書いて「はざま」と呼ばれるようになり、転じて「廻間」となった[53][54][55]。
- 神屋（旧神坂村） - 「かぎや」と読む。もともとは氏神八幡神社の石碑に「鍵谷」と書いてあることから山と山に挟まれて鍵穴のような形状に似ていたためそのような呼び名になったが、やがて日本武尊が訪れて休んでいった時から現在の「神屋」と呼ばれるようになったという[56][57][58]。
- 内津（旧内津村） - 「うつつ」と読む。日本武尊がこの地域を通る途中、建稲種命の訃報を聞いて「現哉現哉（うつつかなうつつかな）」と嘆き悲しみ、建稲種命を内々神社に祀ったためそのように名付けられた。また、建稲種命は舟から落ちて亡くなっており、舟や人の集まる「津」という感じを用いて書き表すようになった[59][60][61]。
- 明知（旧内津村） - 日本武尊がこの村を通りかかる際に夜が明けたためそのように名付けられた[62][63][64]。

翌1959年には、以上の大字でも町名が設置された。

### 現在までに成立した町名
以下では1959年以降に成立した町名を示す。
- 大留町（1959年、大留）
- 出川町（1959年、出川）
- 松本町（1959年、松本）
- 庄名町（1959年、庄名）
- 東神明町（1959年、神明）
- 白山町（1959年、白山）
- 気噴町（1959年、気噴）
- 高蔵寺町（1959年、高蔵寺）
- 高座町（1959年、高蔵寺）
- 玉野町（1959年、玉野）
- 外之原町（1959年、外之原）
- 木附町（1959年、外之原）
- 細野町（1959年、外之原）
- 坂下町（1959年、坂下）
- 上野町（1959年、上野）
- 廻間町（1959年、廻間）
- 神屋町（1959年、神屋）
- 内津町（1959年、内津）
- 西尾町（1959年、西尾）
- 明知町（1959年、明知）
- 御幸町（1968年、追進町・勝川町）
- 中野町（1969年、味美白山町・味美西本町）
- 西本町（1969年、味美花長町・味美西本町・味美上ノ町）
- 中新町（1969年、味美中新町より改称）
- 花長町（1969年、味美花長町）
- 南花長町（1969年、味美花長町）
- 二子町（1969年、味美中新町・味美花長町・味美白山町）
- 美濃町（1970年、味美美濃町・味美知多町）
- 不二ガ丘（1972年、出川町・松本町）
- 上ノ町（1973年、味美上ノ町・味美西本町）
- 中央通（1973年、乙輪町・貴船町・割塚町・上条町・小木田町・篠木町・関田町・鳥居松町）
- 柏原町[注 2]（1974年、柏原町・八光町・朝宮町・八幡町）
- 知多町（1976年、味美知多町・勝川新町・惣中町・追進町）
- 小野町（1978年、松河戸町・下条町・篠田町・中切町）
- 森山田町（1980年、長塚町・松河戸町）
- 細木町（1980年、長塚町・松河戸町）
- 町田町（1980年、長塚町・松河戸町）
- 愛知町（1980年、松河戸町）
- 北城町（1981年、金ヶ口町・出川町・下市場町）
- 藤山台（1981年、白山町・庄名町・廻間町）
- 高森台（1981年、白山町・細野町・庄名町・廻間町・木附町・外之原町）
- 中央台（1981年、白山町・木附町・高座町）
- 岩成台（1981年、白山町・高座町）
- 高座台（1981年、白山町・高座町・高蔵寺町）
- 石尾台（1981年、白山町・外之原町・木附町・細野町）
- 押沢台（1981年、木附町・外之原町）
- 東野新町（1983年、東野町・十三塚町）
- 浅山町1～4丁目（1983年、浅山町・篠木町・梅ヶ坪町・六軒屋町）
- 不二町（1984年、庄名町・白山町・気噴町）
- 東山町1～5丁目（1986年、東山町）
- 八田町（1996年[29]、上八田町全域・下八田町全域・西八田町のうち朝宮公園を除く地域など）
- 玉野台（1998年[29]、玉野町）